# Galopin-comité
Het Galopin-comité of Comité Galopin was een comité van vertegenwoordigers uit de industrie en de economie in België en actief gedurende de Duitse bezetting tijdens de Tweede Wereldoorlog. Deze financieel-economische schaduwregering stond onder leiding van Alexandre Galopin, naar wie het comité werd vernoemd.

## Ontstaan
Tijdens de Duitse inval van mei 1940 riepen de ministers Paul-Henri Spaak en Camille Gutt, respectievelijk bevoegd voor Buitenlandse Zaken en Financiën, een vergadering bijeen van enkele prominenten uit het zakenleven. Op de vergadering op 15 mei 1940 konden door het ontwrichte verkeersnet naast Alexandre Galopin, gouverneur van de Société Générale enkel nog Fernand Collin, voorzitter van de Kredietbank en Max-Léo Gérard, voorzitter van de Bank van Brussel aanwezig zijn.
De regering wenste dat de bankiers en zakenlui zouden fungeren als morele leiders van het bezette land. Minister Spaak verwoordde deze vertrouwensopdracht als volgt: "messieurs, nous vous confions la Belgique!" wat kan vertaald worden als "Heren, wij vertrouwen u België toe!".
Alexandre Galopin vroeg of de regering verlangde van het comité dat het door de strikte onthoudingspolitiek van België van het land een economisch kerkhof gingen maken. De regeringsleden antwoordden hierop dat dit helemaal niet de bedoeling is en begrijpt dat er aan de bezetter toegevingen gingen gedaan moeten worden. Het comité diende het land zo goed mogelijk door de bezetting te loodsen en daarvoor de industriële activiteiten in stand te houden of te hervatten. Uit deze opdrachten ontstond de "Galopin-doctrine".
Daarnaast vroeg Gutt aan bankiers om door middel van voorschotten in te staan voor de betaling van de weddes van het rijkspersoneel. Er bestond een plan dat de Nationale Bank het grondgebied ging verlaten met de voorraad bankbiljetten en het drukkerijmateriaal. Om de terugbetaling na de bezetting hiervan te verzekeren gaf Gutt aan Galopin een onbeperkte kasbon.
Door middel van het mandaat van de regering kon het Galopin-comité een verantwoordelijke rol opnemen in de bezettingseconomie alsook een doorslaggevende rol in het bestuur van het bezette land.

## Galopin-doctrine
Omdat België niet zelfvoorzienend is qua voedselproductie diende men dit te importeren. Door de Britse blokkade was het noodzakelijk dat voedsel geïmporteerd werd via Duitsland, of door Duitsland bezette gebieden. Hiervoor wilde men door uitvoer naar Duitsland van industriële goederen een tegenwaarde creëren. Daarnaast was Amerikaanse voedselhulp zoals in de Eerste Wereldoorlog niet mogelijk.
Door het in stand houden van de productie in België wilde men vermijden dat de werkkrachten zouden weggevoerd naar Duitsland om daar ingezet te worden in de oorlogseconomie. De nazi’s  tolereerden geen massale werkloosheid in de bezette gebieden. Men kon hierdoor ook vermijden dat het Belgische productie-apparaat in Duitse handen viel zoals in de Eerste Wereldoorlog.
De beslissing om de industriële activiteiten te hervatten ging weliswaar in tegen artikel 115 van het Strafwetboek dat elke hulp aan de vijand verbood. Hierom legde het Galopin-comité beperkingen op aan de industrie, zoals het verbod op de productie van wapens en munitie. De leden van het comité waren er echter van overtuigd dat de vertrouwensopdracht van in het begin van de oorlog deze beslissingen toelieten.
In het verdere verloop van de bezetting werd de toepassing van de Galopin-doctrine steeds moeilijker. en riep meer en meer bezwaren op.

## Tijdens de oorlog
Gedurende de oorlog hield het comité contact met de regering Pierlot V en steunt België in de strijd aan de Geallieerde zijde en voorzag de regering van economische rapporten van het land.
Tijdens de bezetting stippelde het Galopin-comité het economische beleid van het land uit en was een belangrijke gesprekspartner voor de bezettingsmacht. Dit beleid kon men voeren aan de hand van de "Galopin-doctrine".Het accent lag op het heelhuids door de oorlog loodsen van de Belgische economie. Productie was daarvoor een noodzaak, al was het maar om de controle over de ondernemingen in Belgische hand te houden. Het comité geloofde dat dit beleid de goedkeuring had van de regering door de "vertrouwensopdracht" die het kreeg in het begin van de oorlog.
Op 28 februari 1944 werd Alexandre Galopin vermoord in Ukkel door leden van de DeVlag in opdracht van Robert Verbeelen die vergeldingsacties liet uitvoerden voor de aanslagen van het verzet. Hij werd gezien als incarnatie van het Belgicistisch patriottisme en anti-nazisme.
Het comité kon zijn werkzaamheden verder zetten tot aan de bevrijding.

## Na de oorlog
De regering wenste de "Galopin-doctrine" niet openlijk goed te keuren en gaf de mogelijke bestraffing van economische collaboratie in handen van het militair gerecht onder leiding van Walter Ganshof van der Meersch. Het militair gerecht wilde niet zomaar volgen in de doctrine omdat er van de voedselvoorziening in  ruil voor industriële producten in de praktijk niet veel terecht is gekomen. Hierdoor dreigde het vervolgingsbeleid zich te keren tegen bedrijfsleiders die de "Galopin-doctrine" en de richtlijnen van het Galopin-comité volgden.
In Le Soir van 14 november  1944  werd onder de suggestieve titel ‘Les silences de M. Pierlot’ –‘Het stilzwijgen van de heer Pierlot’- een artikel gepubliceerd die het bestaan van de Galopin-comité en de "Galopin-doctrine" onthulde. Dit artikel suggereerde dat de regering Pierlot in 1940 verwachtte dat het comité als ‘morele gids’ kon optreden in het bezette land. 
Hierop reageerde Pierlot aan de hand van een perscommuniqué op 23 november 1944 dat er tijdens de vergadering van 15 mei 1940 niet gesproken werd over het hervatten van de industriële activiteiten en er géén sprake kon zijn van een algemene vertrouwensopdracht. 
Na de oorlog wist de Belgische economie zich vrij snel te herstellen door onder meer de economische politiek van het Galopin-comité.
Na verloop van tijd verminderde het animo van het militair gerecht om de economische collaboratie te bestraffen. De politieke verhoudingen normaliseren, de economie begon weer te draaien en de Koude Oorlog begon de kop op te steken.